# سیارک ۱۴۶۵۹
سیارک ۱۴۶۵۹ (به انگلیسی: 14659 Gregoriana، نامگذاری:1999AF24) چهارده هزار و ششصد و پنجاه و نهمین سیارک کشف شده‌است که در ۱۵ ژانویه ۱۹۹۹ کشف شد.
قدر مطلق سیارک برابر ۳۸.۹ است.